# Juan Ricardo Faccio
Juan Ricardo Faccio Porta (Montevideo, 8 dicembre 1936 – Montevideo, 15 luglio 2024) è stato un calciatore, allenatore di calcio e giornalista uruguaiano, di ruolo difensore.

## Biografia
Juan Ricardo Faccio nacque l'8 dicembre 1936 nel quartiere Jacinto Vera di Montevideo, figlio di Ricardo Faccio, anche lui calciatore della nazionale uruguayana. Faccio giocò come difensore; fu dapprima con il Club Nacional de Football alla fine degli anni '50, poi andò in prestito al C.A. Fenix e tornò al Nacional. Giocò anche per il River Plate di Montevideo e il Liverpool di Montevideo.
Dopo il ritiro, Faccio divenne allenatore di calcio e successivamente giornalista sportivo. Diresse la squadra locale del C.A. Peñarol per poi trasferirsi all'estero. Allenò la nazionale di El Salvador nel 1977 e in seguito diversi club in Messico e Colombia, in particolare guidò il Coyotes Neza dal 1978 al 1982, in 157 partite della Primera División messicana.
Nel giugno 2006, Faccio fu arrestato dopo aver sparato a un uomo di 39 anni che stava litigando con la figlia del calciatore. Il ferito fu portato in ospedale per un intervento chirurgico; Faccio dovette trascorrere tre mesi in prigione essendo stato riconosciuto colpevole di lesioni aggravate.
Juan Ricardo Faccio morì a Montevideo il 15 luglio 2024, all'età di 87 anni.